# ジョージ・レズリー (第2代ロシズ伯爵)
第2代ロシズ伯爵ジョージ・レズリー（英語: George Leslie, 2nd Earl of Rothes、15世紀 – 1513年2月24日と3月31日の間）は、スコットランド貴族。ジェームズ4世により多くの領地を取り上げられ、さらに1490年代と1500年代に裁判所から何度も出された出頭命令に従わず多くの罰金を科された。

## 生涯
マスター・オブ・ロシズのアンドルー・レズリー（Andrew Leslie, Master of Rothes、1440年代 – 1478年1月までに没、初代ロシズ伯爵ジョージ・レズリーの息子）と妻エリザベス（Elizabeth、1508年ごろ没、初代ケイスネス伯爵ウィリアム・シンクレアの娘）の次男（長男ジョンは1481年6月23日までに死去）として生まれた。
1489年8月31日と1490年5月24日の間に父方の祖父が死去すると、ロシズ伯爵位を継承、1490年5月25日にバリンブライの男爵領など祖父の遺領に加えてファイフのバルムト（Balmuto）を与えられた。しかし、数か月後の1490年10月22日、スコットランド枢密院は2代ロシズ伯爵が継承者として領地を相続したとき、領地の価値が少なく見積られたと判断して、国王ジェームズ4世への未払い金を請求した。『オックスフォード英国人名事典』はロシズが1487年から1488年にかけての反乱でジェームズ3世を支援したことが請求の理由とした。さらに同1490年10月25日には祖父の3人目の妻エリザベス（Elizabeth、旧姓キャンベル（Campbell）、1491年5月17日以降没）がバリンブライの所有権を主張して、2年間（1488年から1490年まで）の違法占拠に対する賠償金を請求した。ロシズ伯爵はこれらの請求にこたえられず、領地を賠償金支払いのために差し押さえられた。
1498年にジョージ・レズリー（George Leslie）殺害の容疑で裁判所への出頭命令が下されたが、それに従わなかったため同年4月23日に100ポンド・スコッツの罰金を科された。以降も1500年代に4度にわたり出頭命令に従わず、毎度のように1,000ポンド・スコッツの罰金を科された。これに対し、ジェームズ4世は1506年3月2日に2代ロシズ伯爵の弟ウィリアムにロシズ伯爵が「それほど高貴で有名な家系」（so noble and famous a house）を荒廃させないよう助言する権利を与えた（実質的には2代伯爵の後継者の継承権を取り上げてウィリアムに与えた）。しかし2代伯爵の行動は変わらず、その間にも1508年3月3日に枢密院がバルメイン（Balmain）の領地をそれまで80年間スコットランド王領だったと判定して違法占拠の賠償金を請求するなど領地を少しずつ国王に取り上げられ、他人に与えられた。このような状況が改善するのはフロドゥンの戦いでジェームズ4世が戦死した後のこととなる。
1513年2月24日と3月31日の間に死去、弟ウィリアムが爵位を継承した。

## 家族
1484年と1488年10月の間にジェーン・ダグラス（Jane Douglas、名はジャネット（Janet）とも、1494年7月10日までに没、第4代アンガス伯爵ジョージ・ダグラスの娘）と結婚したが、2人の間に子供はいなかった。